# Col dei S'cios
Il Col dei S'cios (1.342 m s.l.m.) è una montagna delle Prealpi Venete nella regione Friuli-Venezia Giulia (in Provincia di Pordenone) nel comune di Polcenigo. La montagna è situata sull'altipiano del Cansiglio.

## Descrizione
Il nome di questa montagna significa colle delle lumache, infatti s'cios nel dialetto locale è il nome con cui si chiama questo animale.
Il Col dei S'cios si trova a est del Pizzoc e a ovest di Polcenigo. Una strada giunge fino alla casera del Col dei S'cios, una malga alpina che si trova in prossimità della cima. La salita alla vetta faceva anche parte del percorso trail running del Borc Trail.

## Cartografia
- Tabacco, Carta Escursionistica, scala 1:25.000 n.012 Alpago – Cansiglio Piancavallo – Valcellina